# Jakob Lund
Niels Jakob Louis Lund (* 27. Februar 1900 in Lynge, Allerød Kommune, Dänemark; † 18. Januar 1979 in Qaqortoq) war ein grönländischer Katechet, Dichter, Komponist und Landesrat.

## Leben
Jakob Lund war der älteste Sohn des Dichters Henning Jakob Henrik Lund (1878–1948) und seiner Frau Karoline Malene Justine Haldora Egede (1877–1979). Er heiratete am 19. August 1924 Magdalene Bolette Ane Lynge (1902–?), Tochter des Katecheten Pavia Benediktus Jakob Lynge (1874–1943) und von Bendtea Else Ane Louise Heilmann (1880–1960). Sie war eine Schwester von Augo Lynge (1899–1959). Das Paar bekam sechs Kinder: Karl Lynge Lund (* 1925), Dora Lund verh. Holm (* 1926), Flora Lund verh. Petersen (* 1927), Malene Lund verh. Schørring (* 1934), Henrik Lund (1939–2003) und Poul Emil Lund (* 1942).
Jakob Lund lernte von 1916 bis 1921 an Grønlands Seminarium. Anschließend war er Katechet und später Oberkatechet. Er war vor allem in Nanortalik, Alluitsup Paa und Qaqortoq tätig. Wie sein Vater war er auch als Dichter und Komponist tätig. Während seiner Zeit in Nanortalik war er von 1927 bis 1932 Mitglied im südgrönländischen Landesrat, gemeinsam mit seinem Vater. Er starb wenige Tage vor seiner Mutter, der ersten hundertjährigen Grönländerin, im Alter von knapp 79 Jahren.